# Скороходовский поселковый совет
Скороходовский поселковый совет (укр. Скороходівська селищна рада) — входит в состав
Чутовского района
Полтавской области
Украины.
Административный центр поселкового совета находится в
пгт Скороходово.

## Населённые пункты совета
- пгт Скороходово
- с. Кохановка
- с. Павловка
- с. Степановка
- с. Шевченковка